# Solar plexus (musikgrupp)
Solar Plexus var en svensk jazz-fusion/proggrupp, som bildades 1969 av makarna Carl-Axel Dominique och Monica Dominique tillsammans med Jojje Wadenius och Tommy Borgudd från Made In Sweden. Först kallade de sig Bäska droppar men bytte senare namn till Solar Plexus. När Wadenius fortsatte till Blood, Sweat & Tears (1972–1975) ersattes han av Bosse Häggström. Även Tommy Körberg var en tid med i gruppen.

## Diskografi

### Album
- 1972 - Solar Plexus
- 1973 - Solar Plexus 2
- 1974 - Det är inte båten som gungar, det är havet som rör sig
- 1975 - Hellre gycklare än hycklare
- 1998 - Solar Plexus 1971-1975 (samling)

### Singlar
- 1973 - Diktens Port/Sommarsång
- 1974 - You Must Talk Today/The Girl Of The Dawn

### Medverkan på samlingsalbum
- 1972 - Musik från Frihamnen
- 1980 - Tonkraft 1972-74
- 2013 - Progglådan